# Крішнанаґар (Західний Бенгал)
Крішнанаґар (бенг. কৃষ্ণনগর, англ. Krishnanagar) — місто в індійському штаті Західний Бенгал, розташоване на березі рукаву Джаланґі, адміністративний центр округу Надія.
| Індія | Це незавершена стаття з географії Індії. Ви можете допомогти проєкту, виправивши або дописавши її. |